# Читіпа
Читі́па (англ. Chitipa) — селище, центральний населений пункт та адміністративний центр дистрикту Читіпа Північного регіону Малаві.
Знаходиться дуже близько до межі з Замбією та Танзанією.
Населення — 17743 особи (2018, 14753 у 2008, 7636 у 1998, 4925 у 1987).
Місце народження відомого малавійського політика і юриста Джеймса Ньйондо.